# Françoise Micheau
Pour les articles homonymes, voir Micheau.
Françoise Micheau, née Guillaumin le 25 février 1946 à Melun et morte le 19 juillet 2024 à Paris 10e, est une historienne française. Elle est spécialiste de l'histoire de l'islam médiéval, professeur d'histoire médiévale du monde musulman de 1979 à 2013, professeur émérite « Histoire du Moyen âge, Histoire du monde arabe » à l'Université Paris-I et directrice de l'UMR 8084 Islam médiéval - Espaces, réseaux et pratiques culturelles.
Sous sa direction, cet UMR réunissant des historiens et archéologues du CNRS, de Paris-I et Paris-IV, devient rapidement un lieu majeur d’échanges et de développement des études sur l’Islam médiéval à Paris, en France et au niveau international. À partir de 2004, elle joue un rôle moteur dans le regroupement de plusieurs équipes qui donne naissance deux ans plus tard à l’UMR 8167 Orient & Méditerranée, et elle reste la directrice de l’équipe Islam médiéval jusqu’à sa retraite en 2013.
Disciple de Claude Cahen, ses recherches portent principalement sur les savoirs et la société dans le Proche-Orient arabe (VIIIe-XIIIe siècle). Spécialiste de l’histoire sociale de la médecine arabe médiévale, ses travaux sont consacrés à l’histoire des textes scientifiques, médicaux en particulier, et de leurs traductions vers l’Occident, son habilitation à diriger des recherches soutenue en 1995 portait sur le Savoir médical et société dans le Proche-Orient arabe du IIe/VIIIe au VIIe/XIIIe siècle. Elle travaille aussi sur la présence musulmane dans l’Océan Atlantique jusqu’au XIIIe siècle et sur les historiens arabes du Proche-Orient à l’époque des croisades, traduisant Al-Makin avec Anne-Marie Eddé (1994) et Yaḥyā d’Antioche avec Gérard Troupeau (1997).
Elle a profondément marqué plusieurs générations d’étudiants qui ont découvert avec elle l’Islam médiéval et pour certains mené sous sa direction des thèses qu’elle suivait avec une rigueur qui n’avait d’égale que sa bienveillance.
Elle est la petite-fille du peintre impressionniste Armand Guillaumin (1841-1927) et la sœur de Marie-Louise Guillaumin (1926-2023).

## Ouvrages
- Le Moyen Âge en Orient : Byzance et l'Islam, Des Barbares aux Ottomans, Hachette, 1991
- La bibliothèque. Miroir de l'âme, mémoire du monde, Autrement, 1991
- La science arabe, un héritage oublié, Paris, CNDP, TDC, 1994[7]
- La Mosquée, plus qu’un lieu de culte, TDC, n° 748, 1998, en collaboration avec Marthe Bernus-Taylor
- Les pays d’Islam VIIe-XVe siècles, Paris, La Documentation française, Documentation photographique, n° 8027, 1999.
- L'Orient au temps des croisades, Flammarion, 2002, Recueil de textes traduits, en collaboration avec Anne-Marie Eddé.
- « Dhimma, Dhimmi », article dans Mohammad Ali Ammir-Moezzi (dir), Dictionnaire du Coran, Robert Laffont, 2007, p. 217.
- Les débuts de l'islam, Jalons pour une nouvelle histoire, Teraedre, 2012 [8]
- Les pays d'Islam, VII-XVe siècle, Hachette Éducation, 2016
- La thériaque : histoire d’un remède millénaire, Les Belles Lettres, 2020 codirigé avec Véronique Boudon-Millot.